# بخش نوژان-لو-روترو
بخش نوژان-لو-روترو (به فرانسوی: Arrondissement de Nogent-le-Rotrou) یک بخش در فرانسه است که در اور-ا-لوآر واقع شده‌است.